# Olaudah Equiano
Olaudah Equiano (1745 – 31. března 1797), známý rovněž jako Gustavus Vassa, byl významným Afričanem, který bývá spojován s hnutím za zákaz obchodu s otroky. Otrokem se stal jako dítě, jako dospělý se z otroctví vykoupil a pracoval jako spisovatel, kupec a výzkumník v Jižní Americe, Karibiku, arktické oblasti, amerických koloniích a ve Spojeném království, kde se v roce 1792 usadil. Jeho autobiografie The Interesting Narrative of the Life of Olaudah Equiano (Zajímavé vyprávění o životě Olauda Equiana) zachycuje hrůzy otrokářství i Equianovu cestu k britskému abolicionistickému hnutí.

## Dětství a mládí
Dle svého vyprávění se Olaudah Equiano narodil v roce 1745 kmeni Igbo v oblasti, kde dnes leží Nigérie. Byl nejmladším synem svých rodičů, měl pět starších bratrů a jednu mladší sestru. Jeho otec byl ve vesnici vlivným starším a pomáhal řešit místní spory. Když mu bylo jedenáct, byli on a jeho sestra uneseni a prodání domorodým obchodníkům s otroky a otročil ve vedlejší vesnici. Nakonec se s 244 dalšími zotročenými Afričany dostal na ostrov Barbados v Karibiku, odkud byl brzy převezen do britské kolonie Virginie.
Koupil si jej Michael Pascal, poručík britského královského námořnictva, který mu dal jméno Gustavus Vassa. Pojmenoval ho po švédském šlechtici, který se později stal švédským králem Gustavem I. Vassou.
Ve svém vyprávění Equiano popsal, jak krutě se páni chovali ke svým otrokům. Popsal například, jak se bál portrétů na stěnách, protože měl pocit, že ho jejich oči sledují, kamkoliv se hne.
Pascal byl námořním kapitánem a jako Pascalův otrok byl Equiano vzdělán v námořnickém umění. Byl nucen se svým pánem hodně cestovat. Pascal k němu projevoval náklonnost, a proto jej poslal ke své švagrové do Británie, kde Equiano chodil do školy a naučil se číst. V té době také konvertoval ke křesťanství.
Pascal Equiana prodal kapitánovi Jamesi Doranovi. Později si ho koupil Robert King, kvakerský obchodník z Filadelfie, který obchodoval v Karibiku. V době, kdy pro něj Equiano pracoval, ho King učil čtení a psaní, aby mu obojí šlo plynně. Vedl ho rovněž k náboženství. Něco po dvacítce se Equiano z otroctví vykoupil a vrátil se do Británie.

## Život po vykoupení z otroctví
Equiano odjel do Londýna a zapojil se do abolicionistického hnutí. Spřátelil se s mnoha abolicionisty, z nichž jej někteří podporovali finančně. Nabádali ho, aby sepsal a publikoval svůj životní příběh. To nakonec skutečně udělal. Jeho kniha The Interesting Narrative of the Life of Olaudah Equiano (Zajímavé vyprávění o životě Olauda Equiana) vyšla v roce 1789. Je jedním z nejstarších děl od afrických autorů, která se četla po celé Anglii. Zároveň se jedná o průkopnické dílo žánru slave autobiography (autobiografie otroků). Kniha mu přinesla takový zisk, že již nebyl odkázán na své podporovatele.
Equiano pak hodně cestoval a věnoval se vzdělanosti a ekonomických a sociálním podmínkám v Africe, zejména v oblasti Sierry Leone. V roce 1792 se oženil se Susan Cullen a měl s ní dvě dcery – Annu Marii a Joannu.
Zemřel 31. března 1797 v Londýně. Ve své poslední vůli se rozhodl podpořit projekty, které považoval za důležité. Kdyby jeho dcera zemřela dřív, než dosáhla plnoletosti (dvaceti jedna let), polovina jeho majetku by připadla společnosti Sierra Leone Company (Společnost Sierry Leone) za jejich vytrvalou podporu Západoafričanů. Druhá polovina by putovala do London Missionary Society (Londýnské misionářské společnosti), která podporovala vzdělanost za hranicemi Británie.

## Kontroverze ohledně původu
Různí učenci mají různé názory na Equianův původ. Někteří věří, že si Equiano své africké kořeny i přežití převozu z Afriky vymyslel, aby prodal více kopií své knihy a také aby podpořil hnutí proti obchodu s otroky. Podle Vincenta Caretty byl Equiano rozhodně Afričan původem. Nepřímé důkazy toho, že se narodil Afroameričanem a že se na základě vlastního rozhodnutí stal britským občanem, jsou přesvědčivé, ale ne zcela nezvratné.
Dle námořních záznamů a záznamu o křtu pocházel Equiano z Jižní Karolíny, ne z Afriky. Tato informace se v záznamech mohla objevit na základě toho, co vypověděl sám Equiano, mohla se tam však objevit i díky úředníkově nedbalosti při zápisu jeho původu. Učenci pokračují v hledání důkazů, aby mohli Equianův africký původ řádně doložit. V současnosti neexistuje žádný dokument, který by tuto verzi podporoval. Na základě dokladů zmíněných výše Caretta věří, že se Equiano narodil v Jižní Karolíně.
Některé učence vede k přijetí Equianova narození v Africe ten fakt, že mnohé části jeho vyprávění mohou být prokázány. Někteří upozorňují na závažné chyby, ke kterým v bádání o Equianově původu došlo.
Dalším bodem sváru je záznam o Equianově přeplutí oceánu. Někteří tvrdí, že části jeho vyprávění mohou vycházet z příběhů, které byly vydány dříve, nebo ze zážitků lidí, které znal.